# Johannes Bechert
Johannes Bechert (* 17. September 1931 in München; † 14. Juli 1994) war ein deutscher Sprachwissenschaftler und Professor für Linguistik.

## Leben und Wirken
Johannes Bechert, ein Sohn des deutschen Physikers Karl Bechert, studierte nach seiner Reifeprüfung 1949 in Hinterzarten von 1949 bis 1959 Allgemeine und indogermanische Sprachwissenschaft, Klassische Philologie und Philosophie an der Universität Mainz und an der Universität München. Von 1960 bis 1968 war er als wissenschaftlicher Assistent an der Universität München tätig und promovierte dort 1964 bei Wilhelm Wissmann mit einer Arbeit aus dem Bereich der Klassischen Philologie. 1968 habilitierte er sich und lehrte als Privatdozent zunächst bis 1971 an der Universität München. Nach einer kurzen Lehrstuhlvertretung an der Universität Bonn wurde er 1971 Professor für Linguistik und ihre Didaktik an der Universität Bremen.

## Veröffentlichungen (Auswahl)
- Die Diathesen von idein und horan bei Homer. Kitzinger, München 1964 (= Dissertation Universität München).
- (Mitautor): Einführung in die generative Transformationsgrammatik. Ein Lehrbuch (= Linguistische Reihe, Bd. 2). Hueber, München 1970 (5. Aufl. 1980, ISBN 3-19-006679-5).
- Zum gegenseitigen Verhältnis grammatischer Kategorien in einfachen griechischen Sätzen. In: Zeitschrift für vergleichende Sprachforschung, Bd. 84 (1970), S. 27–75 (= Habilitationsschrift, Teil 1).
- Zu den Teilen des einfachen Satzes im Awarischen. In: Zeitschrift für vergleichende Sprachforschung, Bd. 85 (1971), S. 134–177 (= Habilitationsschrift, Teil 2).
- (Hrsg.): Toward a typology of European languages (= Empirical approaches to language topology, Bd. 8). Mouton de Gruyter, Berlin 1990, ISBN 3-11-012108-5.
- (mit Wolfgang Wildgen): Einführung in die Sprachkontaktforschung. Wissenschaftliche Buchgesellschaft, Darmstadt 1991, ISBN 978-3-534-03266-2.
- Sprache in Raum und Zeit. Zwei Bände. Hrsg. von Winfried Boeder. Narr, Tübingen 1998 (Bd. 1: Kleine Schriften, ISBN 3-8233-5169-9, Bd. 2: Beiträge zur empirischen Sprachwissenschaft, ISBN 3-8233-5170-2).